# Urs K. Hedinger
Urs K. Hedinger (* 22. Juni 1936 in Schaffhausen) ist ein Schweizer Erziehungswissenschaftler.

## Leben
Hedinger studierte Psychologie, Philosophie und Soziologie an der Universität Bern, wo er 1964 in Psychologie promovierte. 1964/65 absolvierte er ein Postdoctoral Mellon Fellowship an der University of Pittsburgh.  Er arbeitete als Assistent an den Universitäten Konstanz und Bern. Von 1972 bis 1976 war er Projektleiter an der Vorbereitungsstufe für die Bildungshochschule Aargau. Ab 1976 war er am Amt für Unterrichtsforschung und -planung (heute:
Amt für Bildungsforschung) des Kantons Bern tätig.

## Schriften (Auswahl)
- Die Faktorenstruktur komplexer Denkaufgaben: Ein Beitrag zur Untersuchung des Intelligenzfaktors Komplexität nach Meili. In: Zeitschrift für experimentelle und angewandte Psychologie. Bd. 12, H. 3 (1965), S. 337–403 (= gekürzte Dissertation, Universität Bern, 1964).
- (mit Gerhard Steiner und August Flammer) Sprache, soziales Verhalten, Methoden der Forschung: Zum aktuellen Forschungsstand der Sprachpsychologie und der pädagogischen Soziologie, mit einer Einführung in die Statistik und Methodologie der erziehungswissenschaftlichen Forschung (= Lehrerbildung von morgen. Bd. 3). Klett, Stuttgart 1975, ISBN 3-12-920280-3.
- (mit anderen) Berichte über die Forschungstätigkeit der Hochschule Aargau für Bildungswissenschaften, Vorbereitungsstufe (= Aargauer Beiträge zur Bildungsforschung. Bd. 1). Sauerländer, Aarau 1976, ISBN 3-7941-1500-7.
- (mit Lydia Scheier) Gesamtschule – soziale Integration oder Entwurzelung? Ein Beitrag zur Sozialpsychologie der Schule. Soziometrische Untersuchungen zum Vergleich von Primarschule und Gesamtschule (= Aargauer Beiträge zur Bildungsforschung. Bd. 2). Sauerländer, Aarau 1976, ISBN 3-7941-1506-6.
- (mit Bernhard Cloetta und Erich Ramseier) Das Fernstudium in der Erwachsenen- und Lehrerbildung: Begleituntersuchungen zum Funkkolleg «Erziehungswissenschaft» in der Schweiz (= Aargauer Beiträge zur Bildungsforschung. Bd. 3). Sauerländer, Aarau 1978, ISBN 3-7941-1647-X.
- (mit Lydia Scheier und Liselotte Lüscher) Das Funkkolleg «Sozialer Wandel» in der Schweiz: Nutzung und Beurteilung durch die Teilnehmer: Untersuchung zu einer neuen Form der Erwachsenenbildung (= Aargauer Beiträge zur Bildungsforschung. Bd. 5). Sauerländer, Aarau 1980, ISBN 3-7941-2038-8.
- (mit Bernhard Cloetta) Die Berufssituation junger Lehrer: Eine empirische Untersuchung über Probleme, Einstellungen, Befingen und Schulsituation von Berufsanfängern an Primarschulen des Kantons Bern. P. Haupt, Bern 1981, ISBN 3-258-03039-1.
- (mit Silvia Wyttenbach) Zur Entwicklung der Schulstrukturen: Strukturreformen und Schulversuche in der Schweiz. Erziehungsdirektorenkonferenz, Bern 1984.